# ŽKK Zadar
ŽKK Zadar je hrvatski ženski košarkaški klub iz Zadra. Sjedište je u Zadru.

## Poznate igračice
- Marija Vrsaljko
- Martina Gambiraža
- Simona Šoda
- Iva Borović

## Domaći uspjesi
- prvakinje Hrvatske:[1]
doprvakinje: 2016
prvakinje ligaškog dijela:
doprvakinje ligaškog dijela:
- osvajačice Kupa Hrvatske:[1]
finalistice Kupa Hrvatske: